# V450 Андромеды
V450 Андромеды (лат. V450 Andromedae), HD 13507 — двойная звезда в созвездии Андромеды на расстоянии приблизительно 85,4 световых лет (около 26,2 парсеков) от Солнца. Видимая звёздная величина звезды — от +7,21m до +7,19m. Возраст звезды определён как около 500 млн лет.

## Характеристики
Первый компонент — жёлтый карлик, вращающаяся переменная звезда типа BY Дракона (BY) спектрального класса G0V или G5V. Масса — около 1 солнечной, радиус — около 0,92 солнечного, светимость — около 0,802 солнечной. Эффективная температура — около 5719 K.
Второй компонент — коричневый карлик. Масса — около 60,28 юпитерианских. Орбитальный период — около 3000 суток. Удалён на 1,496 а.е..